# Edith Durham
Mary Edith Durham (Londra, 18 dicembre 1863 – Londra, 15 novembre 1944) è stata una viaggiatrice, scrittrice ed etnografa britannica.

## Biografia
Mary Edith Durham era la prima dei nove figli di Arthur Edward Durham, chirurgo presso il Guy's Hospital, la madre Mary era figlia dell'economista e riformatore William Ellis (1800–1881).
Uno dei fratelli di Edith, Herbert Edward Durham (1866–1945) era ricercatore di malattie tropicali e collaborò con Ronald Ross nella ricerca sulla malaria, una sorella, Frances Hermia Durham, fu la prima donna a ricoprire un ruolo direttivo nel civil service britannico, per la sua attività durante la prima guerra mondiale le fu conferito il titolo di commendatore dell'Ordine dell'Impero Britannico (CBE), fra le sorelle vi fu la genetista Florence Margaret Durham collaboratrice di William Bateson a sua volta sposato con un'altra sorella di Edith, Beatrice Durham.
Edith frequentò il Bedford College di Londra (1878–82) dopodiché fu ammessa alla Royal Academy of Arts, completati gli studi iniziò a lavorare come illustratrice, fra i suoi lavori più notevoli vi sono le illustrazioni del volume dei rettili e anfibi della Cambridge Natural History, l'enciclopedia inglese delle scienze naturali pubblicata nel 1899.
Essendo primogenita, nubile e senza un'occupazione a tempo pieno ricadde su di lei la cura della madre gravemente malata, questo la esaurì al punto che il suo medico le consigliò di trascorrere un periodo di vacanza in un luogo remoto. Nel 1900 visitò la costa della Dalmazia con l'intenzione di dipingere paesaggi. Durante questo primo viaggio, che la portò anche a visitare Cettigne, all'epoca capitale del Montenegro, iniziò ad interessarsi agli usi e costumi locali, come scrisse nel suo libro "Twenty Years of Balkan Tangle" pubblicato nel 1920, in quel primo viaggio venne catturata dal fascino del vicino oriente ("the fascination of the Near East took hold of me"). Tornata a Londra si dedicò allo studio della lingua serba e della storia dei Balcani.
Nel 1902 scelse come meta di viaggio la Serbia, all'epoca la Dalmazia e anche il Montenegro erano mete non inconsuete per i turisti occidentali lo stesso non valeva però per la Serbia, anche solo ottenere il visto di ingresso le richiese grande perseveranza. Giunta a Belgrado con una delle sorelle, Edith si mise in viaggio da sola verso le aree più remote del paese costantemente sotto la sorveglianza della polizia serba. Le autorità serbe allentarono la sorveglianza solo quando si resero conto che era davvero solamente una turista. Durante questo viaggio fece anche una breve deviazione in Albania e in Kosovo.
Tornata in patria scrisse un resoconto del suo viaggio in Serbia ma la sua idea di pubblicarlo si scontrò con il disinteresse britannico per le vicende di quell'area remota e ignota ai più.
L'anno successivo avvenne il colpo di stato nel quale furono uccisi il re Alessandro I di Serbia e la moglie Draga Obrenović, questo fece crescere improvvisamente l'interesse per la Serbia, Edith pubblicò quindi il suo primo libro "Through the Lands of the Serb". 
Nel dicembre del 1903 le venne offerto di far parte del "Macedonian Relief Committee" in aiuto alla popolazione macedone in rivolta contro l'Impero ottomano. Edith, quarantenne, che nel corso della sua vita aveva dovuto rinunciare a molte opportunità considerò questa offerta come la sua ultima chance e con pochi giorni di preavviso si imbarcò alla volta di Salonicco. La situazione umanitaria delle aree insorte è descritta nel libro del 1905, "The Burden of the Balkans".

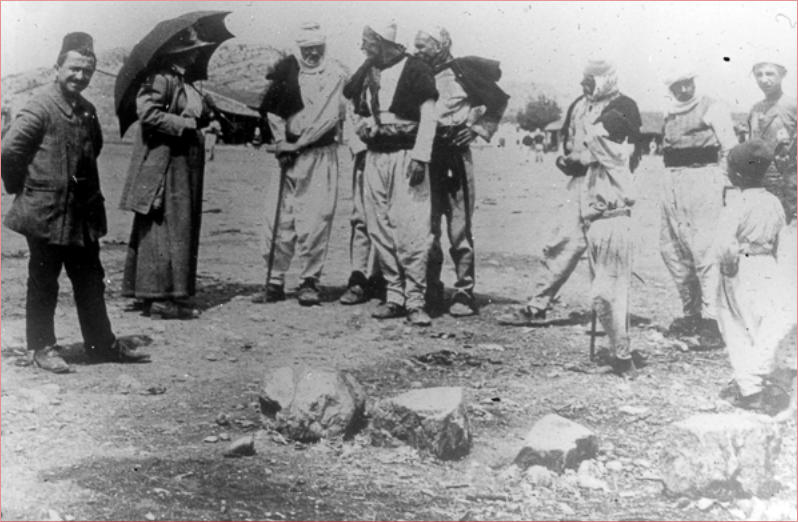
Edith Durham (con parasole) a colloquio con alcuni capitribù (1913)

Nell'aprile del 1904 si aggregò ad un venditore della British and Foreign Bible Society che vendeva libri religiosi nei villaggi montani dell'Albania. Nel 1906 fu a Sarajevo, nello stesso anno morì la madre, questo le consentì di effettuare viaggi più lunghi. 
Negli anni successivi viaggiò in Bosnia, in Kosovo, in Montenegro e in Albania, visitando i villaggi remoti nelle aree montuose. All'estate 1908 risale il suo viaggio in Albania in seguito al quale scrisse "High Albania" il suo libro più celebre. Politicamente si allontanò dalle posizioni espansionistiche della Serbia e del Montenegro e si schierò dalla parte dell'indipendentismo albanese guadagnandosi stima e simpatia da parte dei leader locali, in Albania venne soprannominata "mbretëresha e malësoreve" (o "kraljica e malësorëve"), regina delle genti delle montagne.
Spesso eluse i vincoli posti dalle autorità e dai consoli britannici guadagnandosi la fama di "viaggiatrice intrepida". Durante i suoi viaggi studiò, descrisse, registrò, fotografò e illustrò usi e costumi dei villaggi delle diverse etnie e tribù descrivendo la situazione politica, religiosa e sociale dell'area, collezionò inoltre oggetti di uso quotidiano, ornamenti, abbigliamento, tessuti e ricami.
È proprio la sua attività di collezionista che destò l'attenzione presso gli antropologi, durante una mostra del 1907 dedicata ai Balcani Durham fu la curatrice della sezione dedicata al Montenegro di cui scrisse anche i testi per il catalogo. Molti degli oggetti esposti entrarono a far parte di collezioni museali e a Durham venne chiesto da diversi musei di procurare altri manufatti.
Mentre i suoi primi quattro libri erano più simili a dei resoconti di viaggio i libri successivi hanno un taglio più oggettivo e meno personalistico. Non avendo una formazione come antropologa e non avendo legami formali con musei o università Durham non si considerava una studiosa, ciononostante fu la prima a descrivere in dettaglio diversi aspetti della società dell'Albania come i legami famigliari, le credenze religiose, le pratiche mediche e di igiene personale, l'economia e aspetti di politica come l'origine dei movimenti indipendentisti e i metodi di risoluzione dei conflitti fornendo alla ricerca un notevole quantitativo di materiali e descrizioni tanto che ancora in tempi recenti è considerata una tra i migliori etnografi dell'Albania tribale. 
Lo scoppio della prima guerra mondiale limitò moltissimo la sua mobilità, dopo il 1914 tornò nei Balcani una sola volta per un breve soggiorno nel 1921, per motivi di salute quello fu il suo ultimo viaggio. Continuò però l'attività di lobbying in patria.
Alla sua morte il re Zog I di Albania scrisse dall'esilio un omaggio pubblicato sul Times. 
La sua collezione di tessuti, costumi e abbigliamento tipico fu donata al Bankfield Museum di Halifax mentre la collezione di foto, schizzi e disegni si trova presso il Royal Anthropological Institute istituzione di cui Edith era socia, membro del consiglio e di cui fu la prima donna a divenire vice-presidente. 
In Albania le sono state intitolate diverse strade, tra cui la Rruga Edith Durham nel centro di Scutari ma ve ne sono anche a Coriza, Fushë Kosova, Tirana e Pristina. Le è intitolata un scuola a Tirana. Nel 2009 la Repubblica del Kosovo le ha dedicato un francobollo. Sul passo Qafa e Thorës nelle Alpi Albanesi alla Mbretëresha e Malësoreve (regina degli altipiani) è stato dedicato un monumento.

## Opere
- 1899 Cambridge Natural History
- 1904 Through the Lands of the Serb (Online)
- 1905 The burden of the Balkans (Online)
- 1909 High Albania; (Online); traduzione italiana Nella terra del passato vivente. La scoperta dell'Albania nell'Europa del primo Novecento, traduzione e cura di Olimpia Gargano, Salento Books, 2016.
- 1914 The Struggle for Scutari (Online)
- 1920 Twenty Years of Balkan Tangle (Online)
- 1925 The Serajevo Crime
- 1928 Some Tribal Origins, Laws and Customs of the Balkans (Online)